# 99식 경기관총
99식 경기관총(九九式軽機関銃 규큐시키 게이기칸쥬[*])은 1939년에 일본 육군이 채용하여 제2차 세계 대전동안 사용한 경기관총으로 96식 기관총의 후계 기종이며, 태평양 전쟁을 앞두고 사정거리와 위력을 늘린 99식 소총용으로 개발된 7.7 mm 99식 보통실포와 30연발 상자형 탄창을 사용한다.
전선에서는 매우 높은 평가를 받았지만, 일본 국내의 자원 고갈과 낮은 생산률로 인하여 보급률이 낮았던 탓에 96식 기관총과 같이 쓰였다. 96식 기관총과 마찬가지로 기계식 가늠자와 더불어 2.5 배율의 프리즘식 망원 조준경이 달려 있었다. (전선에서는 사격실력이 좋은 병사에게 지급하여 저격총처럼 운용하기도 했다) 개머리판 하단에는 길이 조정이 가능한 접는식의 고정 사격용 단각대가, 총구 끝에는 탈착 가능한 나팔형 소염기가 달려 있었다.